# Debbie Reynolds

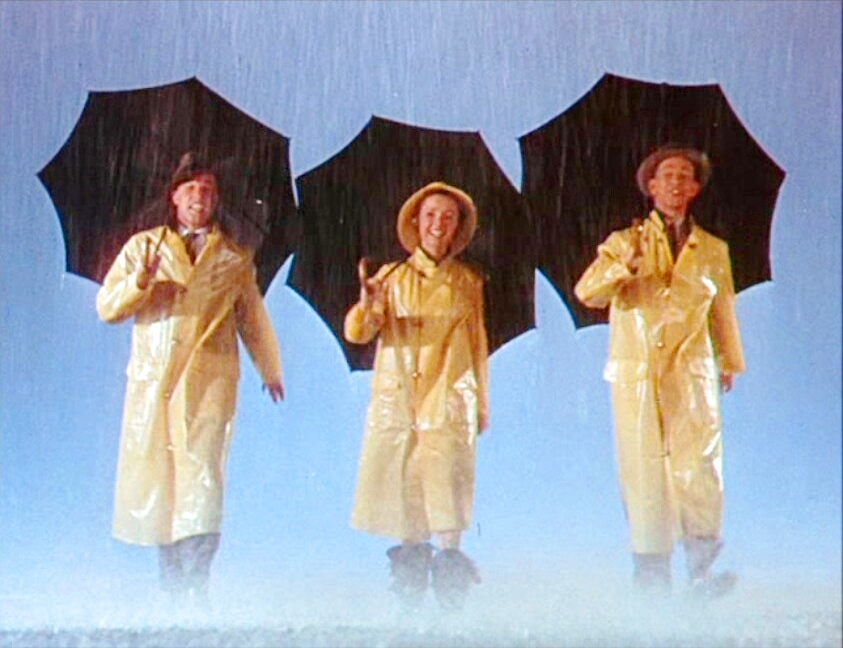
Singin' in the Rain was haar grote doorbraak in 1952

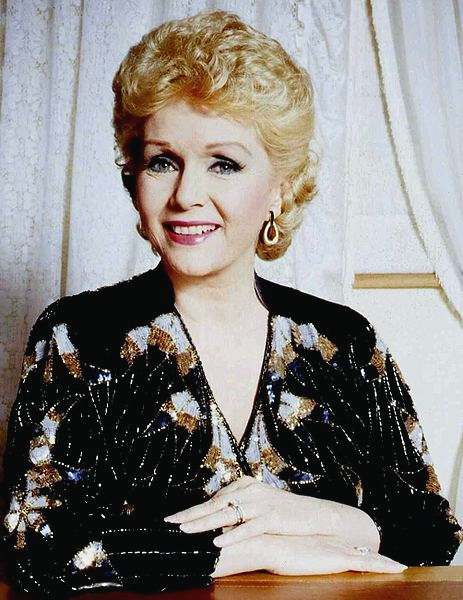
Debbie Reynolds in 1986

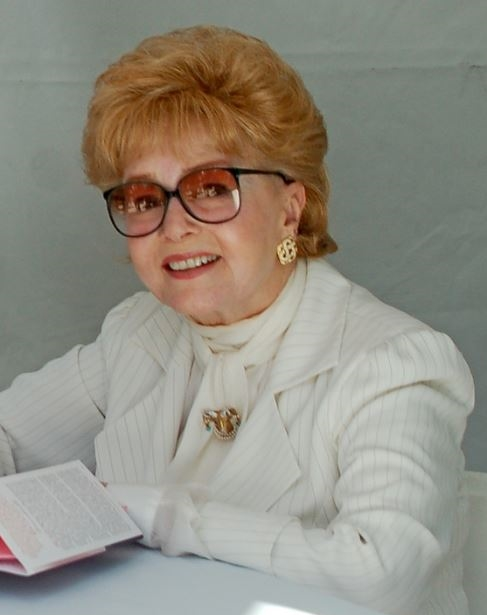
Debbie Reynolds in 2013

Debbie Reynolds (El Paso (Texas), 1 april 1932 – Los Angeles, 28 december 2016) was een Amerikaans actrice en zangeres.

## Levensloop
Reynolds werd geboren als Mary Frances Reynolds. In 1939 verhuisde haar familie naar Burbank in Californië, waar zij in 1948 de Miss Burbank-verkiezing won. Hierdoor kreeg ze een contract bij filmmaatschappij Warner Brothers Pictures. De maatschappij gaf haar een nieuwe voornaam en haar eerste rolletjes in films.
In 1952 kreeg Reynolds een rol in de musicalfilm Singin' in the Rain. Ze was onervaren en kon niet tapdansen en hoofdrolspeler Gene Kelly was ertegen dat zij gecast werd, maar ze speelde toch mee en de film werd een groot succes. Later hielden Kelly en coregisseur Stanley Donen steeds vol dat Reynolds vanaf het begin hun eerste keus was geweest.
Reynolds speelde in de loop van haar carrière in meer dan veertig films. Ze speelde ook onder meer Bobby Adler, de moeder van Grace in de sitcom Will & Grace. Ze werd genomineerd voor een Oscar voor haar rol in The Unsinkable Molly Brown en voor een Golden Globe voor The Debbie Reynolds Show op televisie en de film Mothers. 
Reynolds is drie keer getrouwd geweest: van 1955 tot 1959 met zanger Eddie Fisher, die haar in de steek liet voor haar vriendin en destijds verse weduwe Elizabeth Taylor. Van 1960 tot 1973 was ze getrouwd met Harry Karl, en van 1984 tot 1994 met Richard Hamlett. Met Fisher kreeg ze twee kinderen, actrice Carrie Fisher en acteur/producent Todd Fisher.
Een dag nadat haar dochter Carrie op 27 december 2016 overleed aan een hartaanval, werd Reynolds onwel en opgenomen in het ziekenhuis. Ze overleed op 28 december 2016. Dochter Carrie werd gecremeerd en daarna samen met haar moeder begraven op Forest Lawn Memorial Park in de Hollywood Hills.

## Discografie
- 1950, Aba Daba Honeymoon
- 1957, Tammy
- 1958, A Very Special Love

## Filmografie

### Films
| - 1948, June Bride - 1950, The Daughter of Rosie O'Grady - 1950, Three Little Words - 1950, Two Weeks with Love - 1950, Mr. Imperium - 1952, Singin' in the Rain - 1952, Skirts Ahoy! - 1953, I Love Melvin - 1953, The Affairs of Dobie Gillis - 1953, Give a Girl a Break - 1954, Susan Slept Here - 1954, Athena - 1955, Hit the Deck - 1955, The Tender Trap - 1956, Meet Me in Las Vegas (cameo) - 1956, The Catered Affair - 1956, Bundle of Joy - 1957, Tammy and the Bachelor - 1958, This Happy Feeling - 1959, The Mating Game - 1959, Say One for Me - 1959, It Started with a Kiss - 1959, The Gazebo - 1960, The Rat Race - 1960, Pepe (cameo) - 1961, The Pleasure of His Company - 1961, The Second Time Around - 1962, How the West Was Won | - 1963, Mary, Mary - 1963, My Six Loves - 1964, The Story of a Dress - 1964, The Unsinkable Molly Brown - 1964, Goodbye Charlie - 1966, The Singing Nun - 1967, Divorce American Style - 1968, How Sweet It Is! - 1971, What's the Matter with Helen? - 1973, Charlotte's Web (stem) - 1974, That's Entertainment! - 1989, Kiki's Delivery Service (stem) - 1992, The Bodyguard (cameo) - 1993, Heaven & Earth - 1994, That's Entertainment! III - 1996, Mothers - 1996, Wedding Bell Blues (cameo) - 1997, In & Out - 1998, Fear and Loathing in Las Vegas (stem) - 1998, Zack and Reba - 2000, Rugrats in Paris: The Movie (stem) - 2004, Connie and Carla - 2004, Halloweentown High - 2006, Return to Halloweentown - 2008, Blaze of Glory (stem) - 2012, One for the Money - 2013, Behind the Candelabra |

### Tv-series (selectie)
| - 1969, The Debbie Reynolds Show (tot 1970) - 1980, The Love Boat - 1981, Aloha Paradise - 1986, Hotel - 1991, The Golden Girls - 1994, Wings | - 1997, Roseanne - 2000, Ratjetoe (stem, tot 2002) - 2002, Will & Grace (tot 2006) - 2003, Kim Possible (stem, tot 2007) - 2008, Family Guy (stem) |

### Documentaires
| - 1974, Busby Berkeley - 1999, Keepers of the Frame - 2002, Cinerama Adventure - 2007, Mr.Warmth: The Don Rickles Project | - 2008, The Jill & Tony Curtis Story - 2008, The Brothers Warner - 2008, Fay Wray: A Life - 2016, Bright Lights: Starring Carrie Fisher and Debbie Reynolds |

- Biblioteca Nacional de España: XX1315809
- Bibliothèque nationale de France: cb13898956v (data)
- Catàleg d'autoritats de noms i títols de Catalunya: 981058510414906706
- Gemeinsame Normdatei: 118884301
- International Standard Name Identifier: 0000 0001 1576 591X
- Library of Congress Control Number: n84167001
- Nationale Bibliotheek van Letland: 000344754
- MusicBrainz: d0cd6a06-dc19-4fa8-9664-0d96534ef1db
- National Archives and Records Administration: 10568833
- Nationale Bibliotheek van Tsjechië: pna2007383923
- Nationale bibliotheek van Australië: 35766401
- Nationale Bibliotheek van Israël: 987007453916505171
- Nationale Bibliotheek van Polen: a0000002365397
- Nederlandse Thesaurus van Auteursnamen: 074360469
- Istituto Centrale per il Catalogo Unico: RAVV306433
- LIBRIS: 393244
- Système universitaire de documentation: 051838761
- Trove: 1077765
- Virtual International Authority File: 85113006
- WorldCat: E39PBJr7XGxYhcDjWjvDd68Hmd